# اپیتاسیو پسوآ
اپیتاسیو پسوآ (پرتغالی: Epitácio Pessoa; ۲۳ مهٔ ۱۸۶۵ – ۱۳ فوریهٔ ۱۹۴۲) قاضی، سیاستمدار و وکیل اهل برزیل بود.
وی از سال ۱۹۱۹ تا ۱۹۲۲ رئیس‌جمهور برزیل، از سال ۱۹۲۴ تا ۱۹۳۰ عضو مجلس سنا برزیل، از سال ۱۹۰۲ تا ۱۹۰۵ دادستان کل برزیل، از سال ۱۸۹۸ تا ۱۹۰۱ وزیر دادگستری و کشور برزیل و از سال ۱۹۰۰ تا ۱۹۰۱ وزیر صنعت، ترابری و امور عمومی بوده‌است.